# ラフォーレ倶楽部
ラフォーレ倶楽部（ラフォーレクラブ）は、森トラスト・ホテルズ&リゾーツが運営し、森章（森トラスト会長）が開発した日本初の法人会員制リゾート施設である。各地にホテルや付随したリゾート施設を有する。
2013年以降、マリオット・インターナショナルと提携し、一部のホテルを同グループのブランドに順次リブランドしている。

## ホテル・ゴルフ場一覧
- ラフォーレ蔵王リゾート&スパ（2017年9月4日より当分の間クローズ中）
- リゾートホテル ラフォーレ那須
- ラフォーレ倶楽部 箱根強羅 湯の棲
2014年4月18日のリニューアルオープン時に、「リゾートホテル ラフォーレ強羅」より名称変更
- ラフォーレ倶楽部 伊東温泉 湯の庭
2013年7月11日のリニューアルオープン時に、「リゾートホテル ラフォーレ伊東」より名称変更
- ホテルラフォーレ修善寺（ラフォーレリゾート修善寺内）
2017年7月15日に「総合リゾートホテル ラフォーレ修善寺」より名称変更
※同敷地内の「伊豆マリオットホテル修善寺」とは別棟。
- ラフォーレ&松尾ゴルフ倶楽部（特別提携ゴルフ場、旧：松尾ゴルフ倶楽部）
- ラフォーレ修善寺&カントリークラブ

### かつて存在していたホテル・ゴルフ場
- ホテルラフォーレ東京（シティホテル）
東京マリオットホテルにリブランド。
- ホテルラフォーレ新大阪（シティホテル）
2015年11月2日に、コートヤード・バイ・マリオット新大阪ステーションにリブランド。
- ラフォーレ倶楽部 ホテル白馬八方  　2018年12月22日に「コートヤード・バイ・マリオット白馬」として、全面改装・一部増築の上、リブランド。[2]
- ラフォーレ倶楽部 ホテル中軽井沢
2016年7月29日に「軽井沢マリオットホテル」として、全面改装・リブランド[3]。
- 総合リゾートホテル ラフォーレ修善寺 ホテル棟
2017年7月28日より「ラフォーレ修善寺」のホテル棟のみ「伊豆マリオットホテル修善寺」にリブランド[3]。ホテル棟以外（温泉露天風呂付湯宿・コテージ・ゲストハウス・センターハウス）は「総合リゾートホテル ラフォーレ修善寺」から「ホテルラフォーレ修善寺」に名称変更して存続。
- リゾートホテル ラフォーレ山中湖
2017年7月28日より「富士マリオットホテル」にリブランド[3]。
- リゾートホテル ラフォーレ南紀白浜
2017年7月28日より「南紀白浜マリオットホテル」にリブランド[3]。
- 総合リゾートホテル ラフォーレ琵琶湖
2017年7月28日より「琵琶湖マリオットホテル」にリブランド[3]。

※各ホテルとも、ラフォーレ倶楽部としての会員利用は継続。
- ラフォーレ白河ゴルフコース（現：森トラスト・エネルギーパーク泉崎）